# プロレス中継70年史 THE日テレプロレス
『プロレス中継70年史 THE日テレプロレス』（プロレスちゅうけい70ねんし・ザ・にっテレプロレス）は、日本テレビ放送網の開局70周年（2023年8月28日）記念事業の一環として、2024年2月9日に東京都文京区・後楽園ホールで行われるプロレスリングの興行、並びに公開生放送のテレビ特別番組である。

## 内容
日本テレビは開局半年後の1954年2月19日に行われた日本プロレス旗揚げ戦を「力道山・木村政彦対シャープ兄弟プロレス実況」として中継して以来、プロレスリングを看板番組として長年にわたって放送してきた。日テレプロレス70周年になるにあたり、これまで日テレが携わってきた日本プロレス、全日本プロレス、プロレスリング・ノアの3団体を中心に、過去のプロレス中継で展開された名勝負を数々の映像資料アーカイブを通して上映するほか、全日本プロレスとプロレスリング・ノアの現役レスラーによる4試合のスペシャルマッチを展開する。

## 出演・出場者・内容
- 特別協賛：ザ・リーヴ
- 立会人：小橋建太、武藤敬司
- 総合司会・実況：平川健太郎、菅谷大介
- スペシャルマッチ：
  - 第1試合・タッグマッチ：斉藤ジュン・斉藤レイ対サクソン・ハックスリー・ティモシー・サッチャー
  - 第2試合・プロレスリングノア提供シックスメンズ（6人）タッグマッチ：丸藤正道・杉浦貴・大和田侑対潮崎豪・モハメドヨネ・小峠篤司
  - 第3試合・全日本プロレス提供シックスメンズタッグマッチ：宮原健斗・本田竜輝・田村男児対青柳優馬・青柳亮生・ライジングHAYATO
  - 第4試合・メインイベント：清宮海斗対安齊勇馬
- ゲスト：百田光雄、渕正信、大仁田厚、川田利明、田上明、徳光和夫、福澤朗
- アーカイブ上映会
  - タッグマッチの歴史
  - 追悼・テリー・ファンク（座談会：渕正信、大仁田厚、進行：福澤朗）
  - 必殺技の歴史
  - ライバル対決の歴史
  - 最強レスラーの歴史

## 放送・配信
- 日テレジータス、Hulu当日生中継（2月9日18:30-21:30）
- 日本テレビ地上波でもプロレス中継70周年の節目に当たる2024年2月19日（18日深夜）に関東ローカルの録画中継で放送。